# 約翰四世 (巴伐利亞)
約翰四世（1437年10月4日—1463年11月18日），維特爾斯巴赫家族成員，巴伐利亞-慕尼黑公爵（1460年—1463年在位）。巴伐利亞-慕尼黑公爵阿爾布雷希特三世與妻子不倫瑞克-格魯本哈根公爵埃里希一世的女兒不倫瑞克-格魯本哈根的安娜的長子。

## 生平
1460年，父親阿爾布雷希特三世逝世，巴伐利亞-慕尼黑公國由約翰四世與他的三弟西吉斯蒙德共同接管治理。因為其二弟恩斯特在父親逝世前已經逝世。即位後，約翰四世忙於照顧他的眾多弟妹。約翰安排他的弟弟阿爾布雷希特和沃夫岡一起前往羅馬，為擔當神職人員做準備，在那裡他們遇到教皇庇護二世以及尼各老·馮·庫斯和其他紅衣主教。後來，弟弟們和克里斯托夫分別在帕維亞、羅馬和錫耶納學習。他的兩名妹妹瑪格麗特和伊莉莎白在約翰的安排下結婚，而第三名妹妹芭芭拉被託付給修道院。
約翰四世被認為是一個充滿激情的獵人，在一個貴族動盪不斷，與城市爭吵的時代被統治。兩位公爵早在1460年就向慕尼黑發佈第一份停戰書－慕尼黑休戰書，即城市以外但在城市管轄範圍內的區域，經過重新測量並標有邊界柱。這時巴伐利亞-蘭茨胡特公爵路易九世與神聖羅馬帝國皇帝腓特烈三世發生爭執，腓特烈三世任命勃蘭登堡-安斯巴赫藩侯阿爾布雷希特三世為帝國總督討伐路易九世。儘管1461年12月5日與路易九世結盟，但慕尼黑的兩個公爵仍不允許自己參與雙方的戰爭中。相反，他們敦促雙方從1462年6月起實現和平。
於1463年底，鼠疫特別嚴重，當時成千上萬的慕尼黑人去安代克斯朝聖，尋求幫助。約翰四世早已撤退到偏僻的施瓦格·哈特豪森，但仍被感染鼠疫並在那裡死亡。像他的所有兄弟一樣，約翰四世當時還沒有結婚。倖存的五弟阿爾布雷希特放棄他的神職從帕維亞趕返家鄉，並與二弟西吉斯蒙德實行共治。約翰四世在安代克斯修道院的教堂裡被葬在他父親旁邊。